# Мария Алм
Мария Алм ам Щайнернен Мер (на немски: Maria Alm am Steinernen Meer) е селище в централна Австрия, част от окръг Цел ам Зее на провинция Залцбург. Населението му е около 2 100 души (2016).
Разположено е на 802 метра надморска височина в Източните Алпи, на 11 километра от границата с Германия и на 48 километра южно от град Залцбург. Създадено е през VI-VII век от заселили се в планината баварци, а през Средновековието е владение на Залцбургското архиепископство. Днес селището е ски курорт.

## Известни личности
Родени в Мария Алм
- Волф Хаас (р. 1960), писател